# Giải thưởng Nghệ thuật Baeksang cho Nam diễn viên chính xuất sắc nhất – Phim truyền hình
Giải thưởng nghệ thuật Baeksang cho nam diễn viên chính xuất sắc nhất – phim truyền hình (tiếng Hàn: 백상예술대상 TV부문 남자 최우수 연기상; Romaja: Baeksang Yesul Daesang TV Bumun Namja Choeusu Yeongisang) là giải thưởng được trao hàng năm tại lễ trao giải Baeksang Arts Awards do Ilgan Sports và JTBC Plus tổ chức Thêm vào đó, các chi nhánh của JoongAng Ilbo, thường vào quý 2 hàng năm tại Seoul.

## Người chiến thắng và đề cử
| ‡ | Người dành chiến thắng |

### Thập niên 1970
| Năm               | Người chiến thắng | Phim                       | Tên gốc   | Vai       | Kênh |
| ----------------- | ----------------- | -------------------------- | --------- | --------- | ---- |
| 1974 (Lần thứ 10) | Choi Bool-am ‡    | Century                    | 한백년    |           | MBC  |
| 1975 (Lần thứ 11) | Moon Oh-jang ‡    | Jochungnyeon               | 조총련    |           | KBS  |
| 1976 (Lần thứ 12) | Shin Goo ‡        | Another Home               | 타향      |           | KBS  |
| 1976 (Lần thứ 12) | Kim Mu-saeng ‡    | Tenacity                   | 집념      | Heo Jun   | MBC  |
| 1977 (Lần thứ 13) | Han Jin-hee ‡     | Daughter-in-Law            | 맏며느리  |           | TBC  |
| 1977 (Lần thứ 13) | Kim Jin-hae ‡     | The Dance of Lord Cheoyong | 처용무    |           | KBS  |
| 1978 (Lần thứ 14) | Choi Bool-am ‡    | You                        | 당신      |           | MBC  |
| 1978 (Lần thứ 14) | Lee Nak-hoon ‡    | The Celestial Nymph        | 천녀화    |           | TBC  |
| 1979 (Lần thứ 15) | Lee Jung-gil ‡    | Hot Hand                   | 뜨거운 손 | Han Ji-il | MBC  |

### Thập niên 1980
| Năm               | Người chiến thắng | Phim                      | Tên gốc           | Vai           | Kênh |
| ----------------- | ----------------- | ------------------------- | ----------------- | ------------- | ---- |
| 1980 (Lần thứ 16) | Shin Goo ‡        | Spring Blessing           | 입춘대길          |               | KBS  |
| 1981 (Lần thứ 17) | Shin Goo ‡        | Back in the Day           | 옛날 나 어릴 적에 |               | KBS  |
| 1981 (Lần thứ 17) | Jeon Woon ‡       | The Last Stop             | 종점              |               | MBC  |
| 1982 (Lần thứ 18) | Lee Jung-gil ‡    | Nocturne                  | 야상곡            |               | MBC  |
| 1982 (Lần thứ 18) | Song Jae-ho ‡     | The New Bride             | 새댁              |               | KBS  |
| 1983 (Lần thứ 19) | Lee Young-hoo ‡   | The Great Rich            | 거부실록          |               | MBC  |
| 1984 (Lần thứ 20) | Im Dong-jin ‡     | Foundation of the Kingdom | 개국              | King Taejo    | KBS  |
| 1985 (Lần thứ 21) | Kim In-moon ‡     | Looking for the Truth     | 진실을 찾아서     |               | KBS  |
| 1986 (Lần thứ 22) | Seo In-seok ‡     | Lights and Shadows        | 빛과 그림자       | Sung-gu       | KBS  |
| 1987 (Lần thứ 23) | Yu In-chon ‡      | Phoenix                   | 불새              | Young-hoo     | MBC  |
| 1988 (Lần thứ 24) | Lee Young-hoo ‡   | Nature                    | 산하              | Lee Jong-moon | MBC  |
| 1989 (Lần thứ 25) | Kim Yeong-cheol ‡ | Two Sunsets               | 두 석양           |               | KBS  |

### Thập niên 1990
| Năm               | Người chiến thắng | Phim                          | Tên gốc         | Vai              | Kênh |
| ----------------- | ----------------- | ----------------------------- | --------------- | ---------------- | ---- |
| 1990 (Lần thứ 26) | Im Hyun-sik ‡     | Three Families Under One Roof | 한지붕 세가족   | Choi Kyung-ho    | MBC  |
| 1991 (Lần thứ 27) | Yu In-chon ‡      | Ambitious Times               | 야망의 세월     | Park Hyeong-seop | KBS2 |
| 1992 (Lần thứ 28) | Choi Jae-sung ‡   | Eyes of Dawn                  | 여명의 눈동자   | Choi Dae-chi     | MBC  |
| 1992 (Lần thứ 28) | Lee Nak-hoon ‡    | Yesterday's Green Grass       | 옛날의 금잔디   | Yoo In-seop      | KBS  |
| 1993 (Lần thứ 29) | Choi Min-soo ‡    | Walking Up to Heaven          | 걸어서 하늘까지 | Jung Jong-ho     | MBC  |
| 1994 (Lần thứ 30) | Shin Goo ‡        | Wild Chrysanthemum            | 들국화          |                  | KBS  |
| 1995 (Lần thứ 31) | Choi Min-soo ‡    | Sandglass                     | 모래시계        | Park Tae-soo     | SBS  |
| 1996 (Lần thứ 32) | Lee Byung-hun ‡   | Sons of the Wind              | 바람의 아들     | Jang Hong-pyo    | KBS  |
| 1997 (Lần thứ 33) | Yoo Dong-geun ‡   | Lovers                        | 애인            | Jung Woon-oh     | MBC  |
| 1998 (Lần thứ 34) | Yoo Dong-geun ‡   | Tears of the Dragon           | 용의 눈물       | Yi Bang-won      | KBS  |
| 1999 (Lần thứ 35) | Choi Soo-jong ‡   | Legendary Ambition            | 야망의 전설     | Lee Jung-tae     | KBS  |

### Thập niên 2000
| Năm               | Người chiến thắng | Phim                        | Tên gốc            | Vai                          | Kênh |
| ----------------- | ----------------- | --------------------------- | ------------------ | ---------------------------- | ---- |
| 2000 (Lần thứ 36) | Cha In-pyo ‡      | The Boss                    | 왕초               | Kim Choon-sam                | MBC  |
| 2001 (Lần thứ 37) | Kim Yeong-cheol ‡ | Taejo Wang Geon             | 태조 왕건          | Gung Ye                      | KBS  |
| 2001 (Lần thứ 37) | Kang Seok-woo     | Ajumma                      | 아줌마             | Jang Jin-gu                  | MBC  |
| 2001 (Lần thứ 37) | Cha In-pyo        | Fireworks                   | 불꽃               | Choi Jong-hyuk               | SBS  |
| 2002 (Lần thứ 38) | Yoo Dong-geun ‡   | Empress Myeongseong         | 명성황후           | Heungseon Daewongun          | KBS  |
| 2002 (Lần thứ 38) | Lee Byung-hun     | Beautiful Days              | 아름다운 날들      | Lee Min-chul                 | SBS  |
| 2002 (Lần thứ 38) | Seo In-seok       | Taejo Wang Geon             | 태조 왕건          | Kyon Hwon                    | KBS  |
| 2003 (Lần thứ 39) | Lee Byung-hun ‡   | All In                      | 올인               | Kim In-ha                    | SBS  |
| 2003 (Lần thứ 39) | Kim Sang-joong    | The Dawn of the Empire      | 제국의 아침        | King Gwangjong               | KBS  |
| 2003 (Lần thứ 39) | Ahn Jae-mo        | Rustic Period               | 야인시대           | Kim Du-han                   | SBS  |
| 2003 (Lần thứ 39) | Cho Jae-hyun      | Snowman                     | 눈사람             | Han Pil-seung                | MBC  |
| 2004 (Lần thứ 40) | Jo In-sung ‡      | Something Happened in Bali  | 발리에서 생긴 일   | Jung Jae-min                 | SBS  |
| 2004 (Lần thứ 40) | Cha Seung-won     | Bodyguard                   | 보디가드           | Hong Kyung-tak               | KBS  |
| 2004 (Lần thứ 40) | Lee Seo-jin       | Damo                        | 조선 여형사 다모   | Hwangbo Yoon                 | MBC  |
| 2004 (Lần thứ 40) | Kim Rae-won       | Cats on the Roof            | 옥탑방 고양이      | Lee Kyung-min                | MBC  |
| 2005 (Lần thứ 41) | So Ji-sub ‡       | Xin lỗi, anh yêu em         | 미안하다, 사랑한다 | Cha Moo-hyuk                 | KBS  |
| 2005 (Lần thứ 41) | Kim Myung-min     | Immortal Admiral Yi Sun-sin | 불멸의 이순신      | Yi Sun-sin                   | KBS  |
| 2005 (Lần thứ 41) | Park Shin-yang    | Lovers in Paris             | 파리의 연인        | Han Ki-joo                   | SBS  |
| 2006 (Lần thứ 42) | Kim Joo-hyuk ‡    | Người tình Praha            | 프라하의 연인      | Choi Sang-hyun               | SBS  |
| 2006 (Lần thứ 42) | Son Hyun-joo      | My Rosy Life                | 장밋빛 인생        | Ban Sung-moon                | KBS  |
| 2006 (Lần thứ 42) | Uhm Tae-woong     | Resurrection                | 부활               | Seo Ha-eun / Yoo Shin-hyuk   | KBS  |
| 2007 (Lần thứ 43) | Kim Myung-min ‡   | Behind the White Tower      | 하얀 거탑          | Jang Joon-hyuk               | MBC  |
| 2007 (Lần thứ 43) | Hyun Bin          | The Snow Queen              | 눈의 여왕          | Han Tae-woong / Han Deuk-gu  | KBS  |
| 2007 (Lần thứ 43) | Lee Beom-soo      | Bác sĩ Bong Dal-hee         | 외과의사 봉달희    | Ahn Joong-geun               | SBS  |
| 2007 (Lần thứ 43) | Ryu Soo-young     | Seoul 1945                  | 서울 1945          | Choi Woon-hyuk               | KBS  |
| 2007 (Lần thứ 43) | Song Il-kook      | Truyền thuyết Jumong        | 주몽               | Jumong                       | MBC  |
| 2008 (Lần thứ 44) | Park Shin-yang ‡  | Cuộc chiến kim tiền         | 쩐의 전쟁          | Geum Na-ra                   | SBS  |
| 2008 (Lần thứ 44) | Bae Yong-joon     | Thái vương tứ thần ký       | 태왕사신기         | Quảng Khai Thổ Thái Vương    | MBC  |
| 2008 (Lần thứ 44) | Cho Jae-hyun      | New Heart                   | 뉴하트             | Choi Kang-gook               | MBC  |
| 2008 (Lần thứ 44) | Kang Ji-hwan      | Capital Scandal             | 경성 스캔들        | Sunwoo Wan                   | KBS  |
| 2008 (Lần thứ 44) | Lee Seo-jin       | Lee San, Triều đại Chosun   | 이산               | Yi San                       | MBC  |
| 2009 (Lần thứ 45) | Kim Myung-min ‡   | Beethoven Virus             | 베토벤 바이러스    | Kang Gun-woo / Kang Mae      | MBC  |
| 2009 (Lần thứ 45) | Lee Joon-gi       | Huyền thoại Iljimae         | 일지매             | Lee Gyeom / Yong-i / Iljimae | SBS  |
| 2009 (Lần thứ 45) | Park Yong-ha      | Sóng gió hậu trường         | 온에어             | Lee Kyung-min                | SBS  |
| 2009 (Lần thứ 45) | Song Il-kook      | The Kingdom of the Winds    | 바람의 나라        | Đại Vũ Thần Vương            | KBS  |
| 2009 (Lần thứ 45) | Song Seung-heon   | Phía đông vườn địa đàng     | 에덴의 동쪽        | Lee Dong-chul                | MBC  |

### Thập niên 2010
| Năm               | Người chiến thắng | Phim                              | Tên gốc                    | Vai                                                                            | Kênh |
| ----------------- | ----------------- | --------------------------------- | -------------------------- | ------------------------------------------------------------------------------ | ---- |
| 2010 (Lần thứ 46) | Lee Byung-hun ‡   | Mật danh Iris                     | 아이리스                   | Kim Hyun-jun                                                                   | KBS  |
| 2010 (Lần thứ 46) | Jang Hyuk         | Săn nô lệ                         | 추노                       | Lee Dae-gil                                                                    | KBS  |
| 2010 (Lần thứ 46) | Kim Soo-ro        | Cao thủ học đường                 | 공부의 신                  | Kang Suk-ho                                                                    | KBS  |
| 2010 (Lần thứ 46) | So Ji-sub         | Cain and Abel                     | 카인과 아벨                | Lee Cho-in / Oh Kang-ho                                                        | SBS  |
| 2010 (Lần thứ 46) | Yoon Sang-hyun    | Queen of Housewives               | 내조의 여왕                | Heo Tae-joon                                                                   | MBC  |
| 2011 (Lần thứ 47) | Jeong Bo-seok ‡   | Cuộc đời lớn                      | 자이언트                   | Jo Pil-yeon                                                                    | SBS  |
| 2011 (Lần thứ 47) | Hyun Bin          | Khu vườn bí mật                   | 시크릿 가든                | Kim Joo-won                                                                    | SBS  |
| 2011 (Lần thứ 47) | Kwon Sang-woo     | Đại nghiệp                        | 대물                       | Ha Do-ya                                                                       | SBS  |
| 2011 (Lần thứ 47) | Lee Beom-soo      | Cuộc đời lớn                      | 자이언트                   | Lee Kang-mo                                                                    | SBS  |
| 2011 (Lần thứ 47) | Yoon Shi-yoon     | Vua bánh mì                       | 제빵왕 김탁구              | Kim Tak-gu                                                                     | KBS  |
| 2012 (Lần thứ 48) | Kim Soo-hyun ‡    | Mặt trăng ôm mặt trời             | 해를 품은 달               | Lee Hwon                                                                       | MBC  |
| 2012 (Lần thứ 48) | Cha Seung-won     | Mối tình bất diệt                 | 최고의 사랑                | Dokko Jin                                                                      | MBC  |
| 2012 (Lần thứ 48) | Han Suk-kyu       | Deep Rooted Tree                  | 뿌리 깊은 나무             | Sejong the Great                                                               | SBS  |
| 2012 (Lần thứ 48) | Park Si-hoo       | Nam nhân của công chúa            | 공주의 남자                | Kim Seung-yoo                                                                  | KBS  |
| 2012 (Lần thứ 48) | Shin Ha-kyun      | Brain                             | 브레인                     | Lee Kang-hoon                                                                  | KBS  |
| 2013 (Lần thứ 49) | Son Hyun-joo ‡    | The Chaser                        | 추적자                     | Baek Hong-suk                                                                  | SBS  |
| 2013 (Lần thứ 49) | Lee Sang-yoon     | Seo Young của bố                  | 내 딸 서영이               | Kang Woo-jae                                                                   | KBS  |
| 2013 (Lần thứ 49) | Lee Sung-min      | Golden Time                       | 골든타임                   | Choi In-hyuk                                                                   | MBC  |
| 2013 (Lần thứ 49) | Uhm Tae-woong     | Man from the Equator              | 적도의 남자                | Kim Sun-woo                                                                    | KBS  |
| 2013 (Lần thứ 49) | Yoo Jun-sang      | My Husband Got a Family           | 넝쿨째 굴러온 당신         | Terry Kang / Bang Gwi-nam                                                      | KBS  |
| 2014 (Lần thứ 50) | Cho Jae-hyun ‡    | Jeong Do-jeon                     | 정도전                     | Jeong Do-jeon                                                                  | KBS  |
| 2014 (Lần thứ 50) | Joo Won           | Thiên thần áo trắng               | 굿 닥터                    | Park Shi-on                                                                    | KBS  |
| 2014 (Lần thứ 50) | Kim Soo-hyun      | Vì sao đưa anh tới                | 별에서 온 그대             | Do Min-joon                                                                    | SBS  |
| 2014 (Lần thứ 50) | Lee Jong-suk      | Đôi tai ngoại cảm                 | 너의 목소리가 들려         | Park Soo-ha                                                                    | SBS  |
| 2014 (Lần thứ 50) | Yoo Ah-in         | Tình yêu bị cấm đoán              | 밀회                       | Lee Sun-jae                                                                    | JTBC |
| 2015 (Lần thứ 51) | Lee Sung-min ‡    | Mùi đời: Cuộc sống không trọn vẹn | 미생                       | Oh Sang-shik                                                                   | tvN  |
| 2015 (Lần thứ 51) | Cho Jae-hyun      | Punch                             | 펀치                       | Lee Tae-joon                                                                   | SBS  |
| 2015 (Lần thứ 51) | Kim Rae-won       | Punch                             | 펀치                       | Park Jung-hwan                                                                 | SBS  |
| 2015 (Lần thứ 51) | Ji Sung           | Kill Me, Heal Me                  | 킬미, 힐미                 | Cha Do-hyun / Shin Se-gi / Perry Park / Ahn Yo-seob / Ahn Yo-na / Nana / Mr. X | MBC  |
| 2015 (Lần thứ 51) | Jo In-sung        | Chỉ có thể là yêu                 | 괜찮아, 사랑이야           | Jang Jae-yeol                                                                  | SBS  |
| 2016 (Lần thứ 52) | Yoo Ah-in ‡       | Lục long tranh bá                 | 육룡이 나르샤              | Yi Bang-won                                                                    | SBS  |
| 2016 (Lần thứ 52) | Cho Jin-woong     | Tín hiệu                          | 시그널                     | Lee Jae-han                                                                    | tvN  |
| 2016 (Lần thứ 52) | Joo Won           | Thiên tài lang băm                | 용팔이                     | Kim Tae-hyun                                                                   | SBS  |
| 2016 (Lần thứ 52) | Namkoong Min      | Remember                          | 리멤버 – 아들의 전쟁       | Nam Gyu-man                                                                    | SBS  |
| 2016 (Lần thứ 52) | Song Joong-ki     | Hậu duệ Mặt Trời                  | 태양의 후예                | Yoo Si-jin                                                                     | KBS  |
| 2017 (Lần thứ 53) | Gong Yoo ‡        | Yêu tinh                          | 쓸쓸하고 찬란하神 – 도깨비 | Kim Shin                                                                       | tvN  |
| 2017 (Lần thứ 53) | Han Suk-kyu       | Người thầy y đức                  | 낭만닥터 김사부            | Kim Sa-bu / Boo Yong-joo                                                       | SBS  |
| 2017 (Lần thứ 53) | Jo Jung-suk       | Bộ đôi đài truyền hình            | 질투의 화신                | Lee Hwa-shin                                                                   | SBS  |
| 2017 (Lần thứ 53) | Namkoong Min      | Good Manager                      | 김과장                     | Kim Sung-ryong                                                                 | KBS  |
| 2017 (Lần thứ 53) | Park Bo-gum       | Mây hoạ ánh trăng                 | 구르미 그린 달빛           | Lee Yeong                                                                      | KBS  |
| 2018 (Lần thứ 54) | Cho Seung-woo ‡   | Khu rừng bí mật                   | 비밀의 숲                  | Hwang Shi-mok                                                                  | tvN  |
| 2018 (Lần thứ 54) | Chun Ho-jin       | My Golden Life                    | 황금빛 내 인생             | Seo Tae-soo                                                                    | KBS2 |
| 2018 (Lần thứ 54) | Jang Hyuk         | Money Flower                      | 돈꽃                       | Kang Pil-joo / Jang Eun-cheon / Jo In-ho                                       | MBC  |
| 2018 (Lần thứ 54) | Kim Sang-joong    | Giai thoại về Hong Gil Dong       | 역적: 백성을 훔친 도적     | Hong Ah-mo-gae                                                                 | MBC  |
| 2018 (Lần thứ 54) | Park Seo-joon     | Thanh xuân vật vã                 | 쌈 마이웨이                | Ko Dong-man                                                                    | KBS  |
| 2019 (Lần thứ 55) | Lee Byung-hun ‡   | Quý ngài Ánh dương                | 미스터 션샤인              | Choi Yoo-jin / Eugene Choi                                                     | tvN  |
| 2019 (Lần thứ 55) | Hyun Bin          | Ký ức Alhambra                    | 알함브라 궁전의 추억       | Yoo Jin-woo                                                                    | tvN  |
| 2019 (Lần thứ 55) | Kim Nam-gil       | The Fiery Priest                  | 열혈사제                   | Kim Hae-il                                                                     | SBS  |
| 2019 (Lần thứ 55) | Lee Sun-kyun      | Ông chú của tôi                   | 나의 아저씨                | Park Dong-hoon                                                                 | tvN  |
| 2019 (Lần thứ 55) | Yeo Jin-goo       | The Crowned Clown                 | 왕이 된 남자               | Ha-seon / Yi Heon                                                              | tvN  |

### Thập niên 2020
| Năm               | Người chiến thắng | Phim                            | Tên gốc               | Vai                         | Kênh         |
| ----------------- | ----------------- | ------------------------------- | --------------------- | --------------------------- | ------------ |
| 2020 (Lần thứ 56) | Kang Ha-neul ‡    | Khi hoa trà nở                  | 동백꽃 필 무렵        | Hwang Yong-sik              | KBS          |
| 2020 (Lần thứ 56) | Hyun Bin          | Báo động khẩn, tình yêu hạ cánh | 사랑의 불시착         | Ri Jeong-hyeok              | tvN          |
| 2020 (Lần thứ 56) | Ju Ji-hoon        | Hyena                           | 하이에나              | Yoon Hee-jae                | SBS          |
| 2020 (Lần thứ 56) | Namkoong Min      | Hot Stove League                | 스토브리그            | Baek Seung-soo              | SBS          |
| 2020 (Lần thứ 56) | Park Seo-joon     | Tầng lớp Itaewon                | 이태원 클라쓰         | Park Sae-ro-yi              | JTBC         |
| 2021 (Lần thứ 57) | Shin Ha-kyun ‡    | Beyond Evil                     | 괴물                  | Lee Dong-sik                | JTBC         |
| 2021 (Lần thứ 57) | Kim Soo-hyun      | Điên thì có sao                 | 사이코지만 괜찮아     | Moon Gang-tae               | tvN          |
| 2021 (Lần thứ 57) | Song Joong-ki     | Vincenzo                        | 빈센조                | Vincenzo Cassano            | tvN          |
| 2021 (Lần thứ 57) | Um Ki-joon        | Cuộc chiến thượng lưu           | 펜트하우스            | Joo Dan-tae / Mr Baek       | SBS          |
| 2021 (Lần thứ 57) | Lee Joon-gi       | Hoa của quỷ                     | 악의 꽃               | Baek Hee-sung / Do Hyun-soo | tvN          |
| 2022 (Lần thứ 58) | Lee Jun-ho ‡      | Viền đỏ trên tay áo             | 옷소매 붉은 끝동      | Yi San                      | MBC          |
| 2022 (Lần thứ 58) | Kim Nam-gil       | Through the Darkness            | 악의 마음을 읽는 자들 | Song Ha-young               | SBS          |
| 2022 (Lần thứ 58) | Lee Jung-jae      | Trò chơi con mực                | 오징어 게임           | Seong Gi-hun                | Netflix      |
| 2022 (Lần thứ 58) | Im Si-wan         | Tracer                          | 트레이서              | Hwang Dong-joo              | Wavve        |
| 2022 (Lần thứ 58) | Jung Hae-in       | D.P.                            | 디피                  | Ahn Joon-ho                 | Netflix      |
| 2023 (Lần thứ 59) | Lee Sung-min ‡    | Cậu út nhà tài phiệt            | 재벌집 막내아들       | Jin Yang-chul               | JTBC         |
| 2023 (Lần thứ 59) | Son Suk-ku        | Nhật ký tự do của tôi           | 나의 해방일지         | Gu Ja-gyeong                | JTBC         |
| 2023 (Lần thứ 59) | Lee Byung-hun     | Blues nơi đảo xanh              | 우리들의 블루스       | Lee Dong-seok               | tvN          |
| 2023 (Lần thứ 59) | Jung Kyung-ho     | Khóa học yêu cấp tốc            | 일타 스캔들           | Choi Chi-yeol               | tvN          |
| 2023 (Lần thứ 59) | Choi Min-sik      | Big Bet                         | 카지노                | Cha Mu-sik                  | Disney+      |
| 2024 (Lần thứ 60) | Namkoong Min ‡    | My Dearest                      | 연인                  | Lee Jang-hyun               | MBC          |
| 2024 (Lần thứ 60) | Kim Soo-hyun      | Nữ hoàng nước mắt               | 눈물의 여왕           | Baek Hyun-woo               | tvN          |
| 2024 (Lần thứ 60) | Ryu Seung-ryong   | Moving                          | 무빙                  | Jang Ju-won                 | Disney+      |
| 2024 (Lần thứ 60) | Yoo Yeon-seok     | A Bloody Lucky Day              | 운수 오진 날          | Geum Hyeok-soo              | tvN          |
| 2024 (Lần thứ 60) | Im Si-wan         | Boyhood                         | 소년시대              | Jang Byeong-tae             | Coupang Play |